# 特定森林地域協議会
特定森林地域協議会（とくていしんりんちいききょうぎかい）とは独立行政法人緑資源機構から工事を受注する業者らでつくる団体のこと。1998年設立。略称は特森会。
特森会は政治団体として特森懇話会を立ち上げている。
2006年10月末に公正取引委員会が林道整備事業をめぐる談合の疑いに関して緑資源機構などを立ち入り調査し、特定森林地域協議会はその直後の2006年11月に突然解散している。

## 政界との癒着
特森懇話会からは松岡利勝に対して計520万円の献金があったことが国会で明らかになっている。